# Tipula erectiloba
Tipula erectiloba är en tvåvingeart som beskrevs av Alexander 1940. Tipula erectiloba ingår i släktet Tipula och familjen storharkrankar. Inga underarter finns listade i Catalogue of Life.